# Hialeah
Hialeah (pronuncia: /ˌhaɪəˈliːə/) è un comune degli Stati Uniti d'America, nella contea di Miami-Dade dello Stato della Florida. La città è un sobborgo nord-occidentale di Miami situata su un'ampia prateria tra la baia di Biscayne e le Everglades.
Connotata a lungo dalla massiccia presenza di immigrati cubani, oggi la città ha una composizione molto più variegata nella quale comunque prevalgono i residenti di origine caraibica e dell'America Latina in generale.

## Infrastrutture e trasporti
Nelle vicinanze è presente l'aeroporto di Opa-locka.

## Etnie e minoranze straniere
La popolazione locale è costituita per l'80% da bianchi, per il 2% da ispanici, per l'1,7% da afroamericani, e per lo 0,8% da asiatici.

## Cinema
La città è stata una location di un film con protagonisti Terence Hill e Bud Spencer Miami Supercops - I poliziotti dell'8ª strada del 1985.
È inoltre location e ambientazione del film Superfantagenio del 1986 con protagonista Bud Spencer e anche del film Pari e dispari del 1978 con protagonisti Terence Hill e Bud Spencer.